# 대구 보성선원 목조석가여래삼존좌상 및 복장유물
대구 보성선원 목조석가여래삼존좌상 및 복장유물(大邱 寶聖禪院 木造釋迦如來三尊坐像 및 腹藏遺物)은 대구광역시 달서구 보성선원에 있는 조선시대의 불상과, 그 안에 들어있던 유물이다. 2013년 4월 29일 대한민국의 보물 제1801호로 지정되었다.

## 개요
'대구 보성선원 목조석가여래삼존좌상 및 복장유물(大邱寶聖禪院木造釋迦如來三尊坐像및 腹藏遺物)'은 삼존상과 함께 복장후령통, 조성발원문 등 조성 당시의 원형을 갖추고 있어 이 시기 불상 연구에 귀중한 자료로 평가된다. 특히 조성발원문을 통해 1647년이라는 정확한 조성시기, 봉안사찰, 조성주체, 제작자 등을 알 수 있기 때문에 17세기 불상연구의 기준이 된다.
불상에서는 작자 특유의 천진무구한 얼굴에 당당하고 장대한 신체 비례와 변화가 거의 없는 강직한 선묘에서 조각승 현욱(玄旭)의 조각세계를 엿볼 수 있다. 현욱은 17세기의 대표적인 조각승 중 한사람인 청허(靑虛, 또는 淸憲)의 조각전통을 이어 받았지만, 턱이 짧고 살이 많은 양악의 특징적인 표현은 현진(玄眞)이나 수연(守衍)의 조각 경향도 일부 수용한 듯 하여 당시 활약했던 조각승들 간의 교류관계도 엿볼 수 있다.
이 불상은 17세기를 대표하는 청허의 계보를 잇는 현욱이 수조각승으로 제작한 첫 작품이며, 이 작품을 통해 청허 유파의 조각이 시기별로 어떻게 전승․발전되어 가는지를 가늠해 볼 수 있다. 현욱 역시 나름 17세기의 시대적인 특징인 대중적인 평담미와 종교성 속에 독자적인 영역을 개척해 나갔던 것으로 생각되며, 이 작품은 그러한 경향이 잘 담겨 있는 불상으로 평가된다.

## 복장 유물
| 연번 | 명칭                              | 재질     | 수량 (점)   | 연대      | 크기 (cm) | 비고                                  |
| ---- | --------------------------------- | -------- | ----------- | --------- | --------- | ------------------------------------- |
| 1    | 석가여래복장후령통                | 동, 비단 | 13          | 1647년    | -         |                                       |
| 2    | 석가여래발원문                    | 종이     | 1           | 1647년    | 57.5×45.4 |                                       |
| 3    | 석가여래다라니 (대불정수능엄신주) | 종이     | 51          | 조선 후기 | 48.0×30.0 | 범문목판본 (朱印)                     |
| 4    | 좌협시복장후령통                  | 동,비단  | 13          | 1647년    | -         |                                       |
| 5    | 좌협시발원문                      | 종이     | 1           | 1647년    | 45.7×84.0 |                                       |
| 6    | 좌협시다라니 (대불정수능엄신주)   | 종이     | 16          | 조선 후기 | 44.0×30.5 | 범문목판본 (朱印)                     |
| 7    | 우협시복장후령통                  | 동,비단  | 14          | 1647년    | -         |                                       |
| 8    | 우협시발원문                      | 종이     | 1           | 1647년    | 46.0×88.2 |                                       |
| 9    | 우협시다라니 (대불정수능엄신주)   | 종이     | 18          | 조선 후기 | 47.5×24.2 | 범문목판본 (朱印)                     |
| 10   | 불정심관세음보살모 다라니         | 종이     | 1           | 1647년    | 28.0×48.5 | 한문목판본 (朱印) 간기:丁亥四月見岩寺 |
| 총   |                                   |          | 10건, 129점 |           |           |                                       |

## 같이 보기
- 대구 보성선원 목조석가여래삼존좌상 복장전적 - 보물 제1802호
- 대구 보성선원 목조석가여래삼존좌상 복장불서 - 대구광역시의 유형문화재 제77호
- 석가여래

## 참고 자료
- 대구 보성선원 목조석가여래삼존좌상 및 복장유물 - 국가유산청 국가유산포털